# Ectropothecium longicaule
Ectropothecium longicaule är en bladmossart som beskrevs av Edwin Bunting Bartram 1936. Ectropothecium longicaule ingår i släktet Ectropothecium och familjen Hypnaceae. Inga underarter finns listade i Catalogue of Life.